# Traité Liévano–Brutus
Le Traité Liévano–Brutus est un traité signé en 1987 entre la Colombie et Haïti à propos de leur frontière maritime commune, son nom complet étant : "Accord sur la délimitation de la frontière maritime entre la République de Colombie et la République d'Haïti". Il est approuvé par le Congrès de la République de Colombie par la Loi 12 de 1978.
Le traité porte le nom des deux diplomates qui le signèrent le 17 février 1978 à Port-au-Prince, au nom de leur pays : Edner Brutus, ministre des Affaires Étrangères d'Haïti et Indalecio Liévano Aguirre, ministre plénipotentiaire et ambassadeur à l'ONU.
Parmi les clauses du traité, figure la nécessité d'une coopération sur les questions environnementales et la protection des espèces migratrices.